# Vincenzo Spaccapietra
Vincenzo Spaccapietra (Francavilla al Mare, 18 ottobre 1801 – Smirne, 25 novembre 1878) è stato un arcivescovo cattolico e missionario italiano.

## Biografia

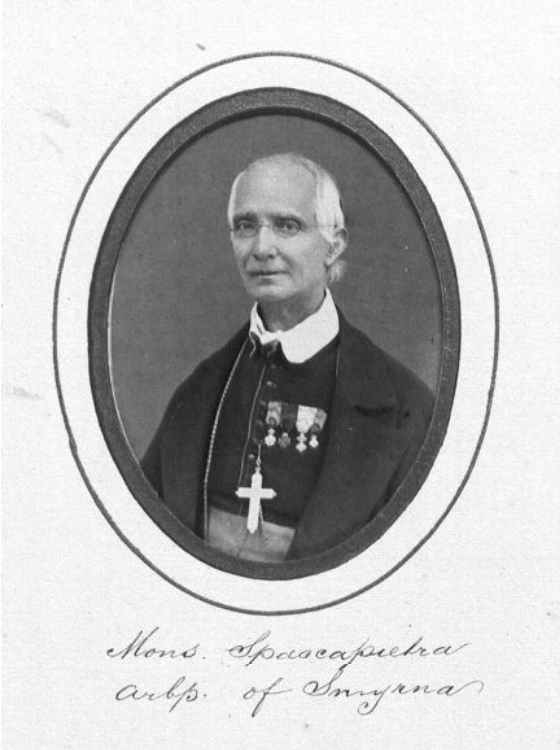
Vincent Spaccapietra (1870)

Spaccapietra fu ordinato sacerdote nel 1824 per la Congregazione della missione. Il 19 novembre 1852 fu nominato vescovo titolare di Arcadiopoli di Asia e consacrato il 21 novembre da papa Pio IX stesso. Il 17 aprile 1855 fu nominato arcivescovo di Porto di Spagna. Come rappresentante della Chiesa cattolica e italiano patì una diatriba sorta con l'amministrazione coloniale britannica dell'allora colonia di Trinidad e Tobago, guidata dal governatore Charles Elliot, che alla fine portò alle dimissioni di entrambi nel 1859.
Dopo aver trascorso tre anni come arcivescovo titolare di Ancira, nel 1862 fu trasferito all'arcidiocesi di Smirne, dove riuscì a consolidare la comunità cattolica prevalentemente francese e italiana ("latina"). Pose la prima pietra della cattedrale di San Giovanni, che fu completata nel 1874 e consacrata. Il sultano Abdülaziz contribuì in gran parte ai costi di costruzione, esprimendo la sua stima per l'arcivescovo. Spaccapietra fu sepolto nella cattedrale. Nel giardino della cattedrale fu eretto un monumento, ancora presente nel 1970.

## Genealogia episcopale e successione apostolica
La genealogia episcopale è:
- Cardinale Scipione Rebiba
- Cardinale Giulio Antonio Santori
- Cardinale Girolamo Bernerio, O.P.
- Arcivescovo Galeazzo Sanvitale
- Cardinale Ludovico Ludovisi
- Cardinale Luigi Caetani
- Cardinale Ulderico Carpegna
- Cardinale Paluzzo Paluzzi Altieri degli Albertoni
- Papa Benedetto XIII
- Papa Benedetto XIV
- Cardinale Enrico Enriquez
- Arcivescovo Manuel Quintano Bonifaz
- Cardinale Buenaventura Córdoba Espinosa de la Cerda
- Cardinale Giuseppe Maria Doria Pamphilj
- Papa Pio VIII
- Papa Pio IX
- Arcivescovo Vincenzo Spaccapietra, C.M.

La successione apostolica è:
- Vescovo René-Marie-Charles Poirier, C.I.M. (1859)
- Vescovo Cesare Fedele Abbati, O.F.M.Ref. (1863)
- Vescovo Luigi Cannavò, O.F.M.Cap.  (1875)
- Arcivescovo Andrea Policarpo Timoni (1875)